# Anthurium cowanii
Anthurium cowanii är en kallaväxtart som beskrevs av Thomas Bernard Croat. Anthurium cowanii ingår i släktet Anthurium och familjen kallaväxter. Inga underarter finns listade.